# Крючков Юрій Семенович
Ю́рій Семенович Крючко́в (нар. 5 червня 1928, Миколаїв, УРСР — пом. 19 жовтня 2015, Миколаїв, Україна) — інженер-механік з суднових паросилових установок, вчений в галузі динаміки і міцності суднових енергетичних установок і вітрильних суден, історик. Краєзнавець, один з головних дослідників історії міста Миколаєва, його архітектури, топоніміки, історичних особистостей.
Доктор технічних наук (1973), професор (1977), Заслужений працівник культури України (1992), «Городянин року» (1996), академік АН суднобудування України (1997), почесний громадянин Миколаєва (1998).

## Життєпис
Народився в 1928 році у Миколаєві.
У 1952 році закінчив Миколаївський кораблебудівний інститут.
З 1952 по 1956 рік працював на заводі імені Марті на будуванні важкого крейсера «Сталінград» і підводного човна проєкту 613. Був старшим інженером, помічником будівельника, будівельником з механічної частини.
На початку 1956 року переїхав до Ленінграду, вступив до аспірантури ЦНДІ імені академіка О. М. Крилова (ЦНДІ-45). Тут працював до 1973 року інженером-дослідником, молодшим науковим співробітником, начальником сектора. У 1969 році заснував в Ленінграді секцію вітрильних суден при Центральному правлінні НТО Суднопрому СРСР.
З 1973 року викладає в НУК. У 1976 році організував у НУК кафедру динаміки і міцності суднових машин.
У 1974 році заснував секцію історії суднобудування при Чорноморському міжобласному правлінні НТО. У 1977 році заснував Лабораторію з дослідження екологічно чистих суднових двигунів (нині «Вітродин») і керував нею.
З 1985 року працює в галузі енергетичних установок підводних човнів.
У 1988 році організував міське історико-краєзнавче товариство «Золотая Ладья».
Почесний громадянин міста Миколаєва — звання присвоєно рішенням Миколаївської міськради № 2/18 від 19.05.1998
Помер 19 жовтня 2015 року. Похований на Центральному міському цвинтарі поблизу Мішково-Погорілове на центральній алеї, де покояться інші знаменитості.

## Наукова діяльність
Основні напрямки наукової діяльності: вибухостійкість енергетичних установок підводних човнів при дії підводних атомних вибухів, теорія і проєктування сучасних вітрильних суден, історія суднобудування, флоту і Миколаєва.
Основоположник науки про вибухостійкость суднових машин, автор нормативних матеріалів з їх розрахунку. Очолював науково-дослідні роботи з вибухостійкості машин і механізмів кораблів. Створив загальну теорію руху суден-вітроходів, розробив питання проєктування багатокорпусних вітрильних суден.
Під керівництвом Юрія Крючкова винайдені оригінальні конструкції твердих вітрил, виконані проєкти і побудовані прогулянковий катамаран «Бумеранг» та тримаран для наукових досліджень «Таїс 3»; здійснено дообладнання науково-дослідного судна «Дельта» жорсткими вітрилами, розроблені проєкти дообладнування вітрилами суховантажу «Саатли» і проєкти круїзних парусних катамаранів «Сімніко» і «Селін 80».
Заснував нову допоміжну історичну науку про назви кораблів — кароніміку.
Організував і провів у Миколаєві Всесоюзні симпозіуми з вітрильних суден (1979, 1982, 1986) і міжнародний семінар у Херсоні (1986), а також семінар з ударостійкості (Ленінград, 1971) та дві конференції з ударних процесів (Миколаїв).
В галузі історії досліджував життя і діяльність адміралів Олексія і Самуїла Грейга, еволюцію російських лінійних вітрильних суден; здійснив наукову реконструкцію фрегата «Святий Миколай». Багато років присвятив дослідженню історії Миколаєва, розвитку кораблебудування на півдні України.

## Твори
Написав 16 книг з вибухостійкості суднових машин, теорії і проєктування вітрильних суден, історії суднобудування, флоту і Миколаєва. Автор понад 280 друкованих праць, серед яких більше 100 пов'язані з історією.
Перелік книг Ю. С. Крючкова:
- рос. Ударостойкость судового энергетического оборудования. — Л., «Судостроение», 1969
- рос. Крылья океана. — Л., «Судостроение», 1983 (у 1986 вийшла в Болгарії)
- рос. Алексей Самуилович Грейг. — М., «Наука», 1984
- рос. Имя на борту. — М., «Транспорт», 1988
- рос. Старый Николаев и окрестности. Топонимический словарь-справочник. — Н., «Дикий Сад», 1991.
- рос. История Николаева от основания до наших дней / Ю. С. Крючков. — Миколаїв: МП «Возможности Киммерии», 1996. — 299 с.
- рос. История улиц Николаева: топонимический путеводитель по городу и окрестностям / Ю. С. Крючков. — Миколаїв: «Возможности Киммерии»,1997. — 159 с.
- рос. Град Святого Николая: путеводитель по старому Николаеву / Ю. С. Крючков. — Миколаїв: «Возможности Киммерии», 2003.- 256 с.
- рос. Очерки истории Николаева: в 8 книгах. Кн.1. / Ю. С. Крючков. — Миколаїв: Степь — инфо, 2003. — 138 с. — (Серія «Библиотека горожанина»).
- рос. Очерки истории Николаева: в 8 книгах. Кн.2. / Ю. С. Крючков — Миколаїв: Степь — инфо, 2004. — 118 с. — (Серія «Библиотека горожанина»).
- рос. Очерки истории Николаева: в 8 книгах. Кн.3. / Ю. С. Крючков — Миколаїв: Степь — инфо, 2006. — 136 с. — (Серія «Библиотека горожанина»).
- рос. Кто Вы, княжна Тараканова?: историческая повесть / Ю. С. Крючков. — Миколаїв: ИПП «Степь-инфо», 2005. — 120 с.
- рос. И этот миг называется жизнь! / Ю. С. Крючков. — Миколаїв: Полиграфическое объединение «Шамрай», 2007. — 37 с.
- рос. Корабль и эстетика / Ю. С. Крючков. — Миколаїв: ЧП Торубара Е. С.,2007. — 172 с.
- рос. На грани веков: исторические повести / Ю. С. Крючков. — Миколаїв: Изд-во Ирины Гудым,2007. — 408 с.
- рос. Старый Николаев: топонимический словарь — справочник / Ю. С. Крючков. — Миколаїв: Изд-во Ирины Гудым, 2008. — 128 с., илл.
- рос. Архитектура Старого Николаева / Ю. С. Крючков. — Миколаїв: «Возможности Киммерии», 2008. — 240 с., 455 илл.
- рос. Алексей Самуилович Грейг и его время: адмирал, личность, человек / Ю. С. Крючков. — Миколаїв: Изд-во Ирины Гудым, 2008. — 480 с.